# Yvonne Hijgenaar
Yvonne Hijgenaar (Alkmaar, Holanda del Nord, 15 de maig de 1980) és una ciclista neerlandesa que competeix en pista.

## Palmarès en pista
- 2001
  -  Campiona dels Països Baixos en 500 metres
- 2002
  -  Campiona dels Països Baixos en 500 metres
  -  Campiona dels Països Baixos en Velocitat
- 2003
  -  Campiona dels Països Baixos en 500 metres
  -  Campiona dels Països Baixos en Velocitat
  -  Campiona dels Països Baixos en Keirin
- 2004
  -  Campiona dels Països Baixos en 500 metres
  -  Campiona dels Països Baixos en Velocitat
  -  Campiona dels Països Baixos en Keirin
- 2005
  -  Campiona dels Països Baixos en 500 metres
  -  Campiona dels Països Baixos en Velocitat
  -  Campiona dels Països Baixos en Keirin
- 2007
  -  Campiona dels Països Baixos en 500 metres
- 2008
  - Campiona d'Europa d'Òmnium Sprint
- 2011
  -  Campiona dels Països Baixos en Velocitat
- 2012
  -  Campiona dels Països Baixos en 500 metres
  -  Campiona dels Països Baixos en Velocitat

### Resultats a laCopa del Món
- 2004
  - 1a a la Classificació general i a la proves de Manchester i Sydney, en 500 m.
- 2004-2005
  - 1a a Sydney en 500 m.
- 2005-2006
  - 1a a Sydney en 500 m.
- 2006-2007
  - 1a a Moscou, Los Angeles i Manchester en Velocitat per equips
- 2007-2008
  - 1a a Sydney, Pequín i Los Angeles en Velocitat per equips
- 2008-2009
  - 1a a Melbourne i Pequín en Velocitat per equips
- 2009-2010
  - 1a a Cali en Velocitat per equips